# Гиперболоид инженера Гарина (фильм)
«Гиперболо́ид инжене́ра Га́рина» — советский научно-фантастический фильм, снятый в 1965 году, по одноимённому роману А. Н. Толстого.

## Сюжет
1925 год. Русский инженер Пётр Гарин, используя открытие профессора Манцева, создаёт оружие небывалой разрушительной силы — гиперболоид, генератор мощного теплового луча. Он решает использовать гиперболоид для осуществления своей идеи — стать правителем мира. За Гариным и его гиперболоидом начинается охота как советских спецслужб, так и иностранных капиталистов.

## В ролях
- Евгений Евстигнеев — Гарин
- Всеволод Сафонов — Шельга Василий Витальевич, сотрудник Ленинградского уголовного розыска
- Михаил Астангов — Роллинг
- Наталья Климова — Зоя Монроз
- Владимир Дружников — Артур (Артурович) Леви, агент Роллинга и в дальнейшем - Гарина
- Михаил Кузнецов — Хлынов
- Юрий Саранцев — Тарашкин
- Николай Бубнов — Манцев Николай Христофорович, руководитель экспедиции в Сибири
- Виктор Чекмарёв — "Четырёхпалый", агент-партнёр Артура Леви
- Павел Шпрингфельд — Гастон, наёмный убийца
- Бруно Оя — капитан яхты «Аризона» Янсен
- Алексей Ушаков — Ваня Гусев
- Анатолий Ромашин — доктор Вольф
- Валентин Брылеев — Виктор Ленуар, друг и компаньон-двойник Гарина
- Артём Карапетян — секретарь
- Вячеслав Гостинский — комендант Золотого острова
- Степан Крылов — работник телеграфа
- Владимир Балашов — учёный (эпизод)
- Константин Карельских

## Съёмочная группа
- Художники-постановщики: Евгений Галей, М. Карякин
- Звукорежиссёр: Д. Зотов
- Монтаж: Лидия Жучкова, Н. Карлова
- Художник-гримёр: Б. Антонов
- Костюмы: Л. Душина, В. Юдин
- Исполнение музыки: Государственный симфонический оркестр кинематографии, дирижёр: Эмин Хачатурян

## Технические данные
- Производство: киностудия им. Горького.
- Художественный фильм, чёрно-белый.
- Аудитория: 20,8 млн зрителей.

## Награды
- 1966 — Главная премия «Золотая печать города Триеста» на МКФ фантастических фильмов в Триесте (Италия)

## Оценки фильма
Многие первоначальные рецензии на фильм отражали недовольство критиков. В частности, специализировавшийся на научной фантастике критик В. С. Ревич предъявил фильму классово-политический упрёк в том, что социальная сторона («механика буржуазных взаимоотношений, биржевой игры, капиталистической экономики и морали») романа А. Толстого «начисто выпала из фильма, осталась опять-таки упрощённо детективная, торопливо объяснённая научная». Через полтора десятилетия он оценил фильм несколько иначе:

«Несмотря на редкостный по звучности имён актёрский состав, фильм не удался. Была совершена типичная ошибка экранизаторов больших произведений прозы. Стремление не упустить основные сюжетные ходы приводит к беглости — мелькнул персонаж, пролетело событие — и дальше, дальше, скорее; экранного времени не хватает, чтобы всмотреться в лица, разобраться в сути событий…В результате получился событийно-приключенческий боевик с весьма поверхностной философией».
— "НФ", выпуск 29, 1984, с. 207—208
Кинокритик В. С. Иванова увидела «поразительное в своей унылой дотошности зрелище» и написала: «Только в финале фильма, в длинной панораме пустынного острова с двумя слоняющимися по нему жалкими фигурками почти дикарей… только в этом финале на минуту проглянуло что-то от толстовского уничтожающего сарказма. Проглянуло и… И в зале зажегся свет».
В отличие от В. С. Ивановой, киновед и кинокритик А. В. Фёдоров выделял «неординарность аудиовизуального решения» фильма.

…явно выделяется изысканное изобразительное решение первой — чёрно-белой экранизации «Гиперболоида инженера Гарина» (1965), выполненное в духе film noir (американские и французские фильмы с криминальным сюжетом 1940-х — 1950-х годов с мрачными мотивами обречённости, фатализма и элементами экспрессионизма): здесь и игра с линейной светотенью в ночных сценах, и контрастные перепады чёрного и белого в сценах дневных, и использование широкоугольного объектива, необычных точек съемки и т. п. <…> Под стать визуальному стилю фильма оказалась и динамично-нервная, а местами и ироничная музыка композитора М. Вайнберга….

По мнению культурологов А. Новиковой и О.Тимофеевой, использование эстетики film noir «не только делает фильм более зрелищно привлекательным, но и позволяет представить средствами кино внутренний мир одержимого фанатичными идеями героя». Исполнителю роли инженера Гарина Евгению Евстигнееву удалось показать «его психологически убедительным фанатиком идеи обладания миром: умным, расчётливым и упорным, не чуждым иронии». При этом «лексика, мимика и жесты его персонажа лаконичны и подчинены прагматике сюжетных обстоятельств».